# Giorgio Chittolini
Giorgio Chittolini (Parma, 9 dicembre 1940 – Milano, 3 aprile 2022) è stato uno storico e medievista italiano.

## Biografia
Conseguì la laurea in storia medievale presso l'Università degli Studi di Milano nel 1964, con una tesi dal titolo "I beni terrieri del capitolo della cattedrale di Cremona fra il XIII e il XIV secolo", pubblicata dalla Società editrice Dante Alighieri.
Dal 1965, chiamato da Marino Berengo, fu assistente alla cattedra di storia moderna dell'Università degli Studi di Milano.
Insegnò storia medievale e storia agraria medievale presso l'Università di Pisa, storia medievale presso l'Università degli studi di Pavia e l'Università degli studi di Parma, e storia moderna presso l'Università degli Studi di Milano. Dal 1984 fino al pensionamento fu professore ordinario di storia medievale presso l'Università degli Studi di Milano.
Fu presidente del Centro studi sul tardo medioevo di San Miniato, e fece parte per oltre un ventennio del comitato scientifico dell'Istituto storico Italo-germanico di Trento, della "Nuova rivista storica", dell'"Archivio Storico Ticinese", della rivista "Società e Storia" e dell'International society of urban history; fu anche membro della Giunta centrale per gli Studi storici.
Fu insignito della British Academy's Serena Medal for Italian Studies nel 2009.
Chittolini è morto a Milano il 3 aprile 2022.

## Campo di ricerca
Considerato "uno dei pionieri della nuova storia politica in Italia", si occupò prevalentemente del processo di formazione dello Stato in Italia e in Europa, di storia politico-sociale del basso medioevo con particolare attenzione al rapporto tra città e contado, "inventando" il concetto di "quasi città" nel citatissimo saggio Quasi-città: borghi e terre in area lombarda nel tardo Medioevo, "Società e storia", 47 (1990), pp. 4-26  con una "mediazione costante tra la nostra storiograﬁa e quella d’oltralpe, in un continuo sforzo di comparazione tra modelli italiani ed europei di città, di relazione tra città e territorio, tra sistemi territoriali".
Gli studi da lui suscitati hanno "fatto enormemente progredire, nel corso degli ultimi anni, la nostra comprensione dei meccanismi di funzionamento dello Stato visconteo-sforzesco". "Fondamentale" è stato considerato anche il suo contributo sulla crisi degli ordinamenti municipali  e sulla nascita delle Signorie. Su due secoli poco studiati fino a metà Novecento, il '400 e il '500, ha aperto e indirizzato una nuova stagione di ricerca.
Suoi saggi e contributi sono apparsi nelle principali riviste storiche italiane ("Archivio storico italiano", "Rivista storica italiana", “Nuova rivista storica”, "Quaderni storici"), nel  Dizionario biografico degli Italiani,   nella Storia d'Italia Einaudi, nella Storia della Lombardia (Roma-Bari, Laterza 2001), in atti di convegni e Festschriften nazionali e internazionali. Ha scritto il volume sul medioevo nel manuale Corso di storia (Firenze, Le Monnier, 1992). Ha coordinato i lavori per il repertorio su I notai della curia arcivescovile di Milano: secoli 14.-15, Roma, Ministero per i beni e le attività culturali, Direzione generale per gli archivi, 2004.

## Opere principali
- ''I beni terrieri del capitolo della cattedrale di Cremona fra il XIII e il XIV secolo', in “Nuova rivista storica”, 49 (1965) (anche in volume: Milano, società editrice Dante Alighieri, 1965);
- La formazione dello stato regionale e le istituzioni del contado. Secoli XIV e XV, Torino, Einaudi, 1979. ISBN 880614118X
- Città, comunità e feudi negli stati dell’Italia centro-settentrionale (secoli XIV-XVI), Milano, Unicopli, 1996 (ristampato nel 2003). ISBN 8840004076
- L’Italia delle civitates. Grandi e piccoli centri fra Medioevo e Rinascimento, Roma, Viella, 2015. ISBN 9788867283859